# 20 kilomètres marche masculin aux Jeux olympiques d'été de 2004
Navigation
Sydney 2000 Pékin 2008
L'épreuve du 20 kilomètres marche aux Jeux olympiques de 2004 s'est déroulée le 20 août 2004 dans les rues d'Athènes, en Grèce avec un départ et une arrivée au Stade olympique. Elle est remportée par l'Italien Ivano Brugnetti.

## Résultats
| Rang               | Athlète                  | Pays                 | Temps           | Note |
| ------------------ | ------------------------ | -------------------- | --------------- | ---- |
| Médaille d'or      | Ivano Brugnetti          | Italie               | 1 h 19 min 40 s | PB   |
| Médaille d'argent  | Paquillo Fernández       | Espagne              | 1 h 19 min 45 s |      |
| Médaille de bronze | Nathan Deakes            | Australie            | 1 h 20 min 02 s |      |
| 4                  | Jefferson Pérez          | Équateur             | 1 h 20 min 38 s |      |
| 5                  | Juan Manuel Molina       | Espagne              | 1 h 20 min 55 s |      |
| 6                  | Zhu Hongjun              | Chine                | 1 h 21 min 40 s |      |
| 7                  | Vladimir Andreyev        | Russie               | 1 h 21 min 53 s |      |
| 8                  | André Höhne              | Allemagne            | 1 h 21 min 56 s |      |
| 9                  | Aigars Fadejevs          | Lettonie             | 1 h 22 min 08 s | SB   |
| 10                 | João Vieira              | Portugal             | 1 h 22 min 19 s |      |
| 11                 | Hatem Ghoula             | Tunisie              | 1 h 22 min 59 s |      |
| 12                 | Benjamin Kucinski        | Pologne              | 1 h 23 min 08 s |      |
| 13                 | Marco Giungi             | Italie               | 1 h 23 min 30 s |      |
| 14                 | José Alessandro Baggio   | Brésil               | 1 h 23 min 33 s |      |
| 15                 | Takayuki Tanii           | Japon                | 1 h 23 min 38 s |      |
| 16                 | Luke Adams               | Australie            | 1 h 23 min 52 s |      |
| 17                 | Rolando Saquipay         | Équateur             | 1 h 24 min 07 s |      |
| 18                 | Omar Segura              | Mexique              | 1 h 24 min 35 s |      |
| 19                 | Yevgeniy Misyulya        | Biélorussie          | 1 h 25 min 10 s |      |
| 20                 | Timothy Seaman           | États-Unis           | 1 h 25 min 17 s |      |
| 21                 | Kevin Eastler            | États-Unis           | 1 h 25 min 20 s |      |
| 22                 | Viktor Burayev           | Russie               | 1 h 25 min 36 s |      |
| 23                 | Ivan Trotski             | Biélorussie          | 1 h 25 min 53 s |      |
| 24                 | Luis López               | Colombie             | 1 h 26 min 34 s |      |
| 25                 | Liu Yunfeng              | Chine                | 1 h 27 min 21 s |      |
| 26                 | John Nunn                | États-Unis           | 1 h 27 min 38 s |      |
| 27                 | Valeriy Borisov          | Kazakhstan           | 1 h 27 min 39 s |      |
| 28                 | Gintaras Andriuškevičius | Lituanie             | 1 h 27 min 56 s |      |
| 29                 | Shin Il-yong             | Corée du Sud         | 1 h 28 min 02 s |      |
| 30                 | Gyula Dudás              | Hongrie              | 1 h 28 min 18 s |      |
| 31                 | Moussa Aouanouk          | Algérie              | 1 h 28 min 38 s |      |
| 32                 | Matej Tóth               | Slovaquie            | 1 h 28 min 49 s |      |
| 33                 | Lee Dae-ro               | Corée du Sud         | 1 h 28 min 59 s |      |
| 34                 | Fedosei Ciumacenco       | Moldavie             | 1 h 29 min 06 s |      |
| 35                 | Andrei Talashko          | Biélorussie          | 1 h 29 min 36 s |      |
| 36                 | Eleftherios Thanopoulos  | Grèce                | 1 h 30 min 15 s |      |
| 37                 | José David Domínguez     | Espagne              | 1 h 30 min 16 s |      |
| 38                 | Vladimir Parvatkin       | Russie               | 1 h 31 min 13 s |      |
| 39                 | Predrag Filipović        | Serbie-et-Monténégro | 1 h 31 min 35 s |      |
| 40                 | Han Yucheng              | Chine                | 1 h 32 min 18 s |      |
| 41                 | Park Chil-sung           | Corée du Sud         | 1 h 32 min 41 s |      |
| —                  | Alessandro Gandellini    | Italie               | DNF             |      |
| —                  | Bernardo Segura          | Mexique              | DNF             |      |
| —                  | Yuki Yamazaki            | Japon                | DNF             |      |
| —                  | Xavier Moreno            | Équateur             | DQ              |      |
| —                  | Jiří Malysa              | Tchéquie             | DQ              |      |
| —                  | Noé Hernández            | Mexique              | DQ              |      |
| —                  | Robert Heffernan         | Irlande              | DQ              |      |

## Légende
Records et Performances
- AR : Record continental (area record)
- CR : Record des championnats (championship record)
- MR : Record du meeting (meet record)
- NR : Record national (national record)
- OR : Record olympique (olympic record)
- PR : Record paralympique (paralympic record)
- PB : Record personnel (personal best)
- SB : Meilleure performance personnelle de la saison (season's best)
- WL : Meilleure performance mondiale de l'année (world leader)
- WJR : Record du monde junior (world junior record)
- WR : Record du monde (world record)

Circonstances et Conditions
- DNF : N'a pas terminé (did not finish)
- DNS : N'a pas pris le départ (did not start)
- DQ : Disqualification (disqualification)
- NM : Aucun essai valable enregistré (No Mark)
- Q : Qualifié « directement » au prochain tour (ou à la prochaine compétition), lors d'une compétition majeure, grâce au classement ou à la réalisation des minima (automatic qualifier)
- q : Qualifié au prochain tour (ou à la prochaine compétition), lors d'une compétition majeure, grâce au repêchage ou à la réalisation de l'une des meilleures performances parmi celles des « non qualifiés directement » (grâce au meilleur temps ou à la meilleure distance par exemple) (secondary qualifier)